# Baharilana kiabii
Baharilana kiabii is een pissebed uit de familie Cirolanidae. De wetenschappelijke naam van de soort is voor het eerst geldig gepubliceerd in 2011 door Khalaji-Pirbalouty & Wägele.